# 黄痣薮鹛
黄痣薮鹛（学名：Liocichla steerii），又名藪鳥、黃痣藪鶥，俗稱媒婆鳥、老鼠鳥、美人痣、蕃藷仔鳥、蕃藷鳥仔（閩南語）、溪頭老鼠，是画眉科薮鹛属的一种，為台灣特有種，分布於海拔約 1000 至 2800 公尺的山區。種名是來自美國密西根大學教授鳥類學家史蒂瑞（Joseph Beal Steere），史蒂瑞於1873年10月至1874年3月來臺調查半年之久，率先發現藪鳥。:178-181第一次記錄到這種鳥類就是出自於他的觀察。
黄痣薮鹛的平均体重约为28.5克。栖息地包括种植园、亚热带或热带的高海拔疏灌丛和亚热带或热带的湿润山地林中的低矮灌木叢，不太怕人。该物种的模式产地在台湾。